# 64식 대전차 미사일
64식 대전차 미사일은 1950년대에 개발된 일본의 선유도 대전차 미사일이다. 스위스, 독일의 코브라와 9M14 마류트카와 비슷하다. 육상자위대에서는 64MAT 또는 KAM-3으로 알려져 있다.

## 역사
카와사키 중공업의 주도로 1957년부터 개발이 시작되어, 1964년부터 육상자위대에 배치되었다. 카와사키 중공업
1970년대부터 90년대까지 대부분이 79식 대전차 미사일 혹은 87식 대전차 미사일로 교체되었지만, 아직까지 소수의 64식이 사용되고 있다.

## 생김새

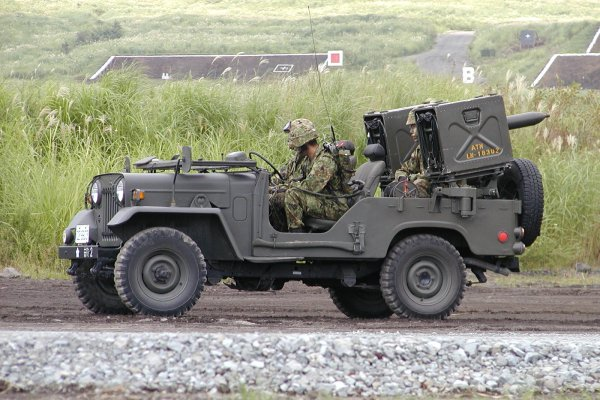
64식 대전차 미사일 2정을 실은 73형 트럭

십자가 형태로 4개의 큰 날개가 있다. 2개의 로켓 추진 모터가 있으며, 이는 0.8초만에 순항 속도까지 가속시킨다.

### 사용
발사기에서 15도의 각도로 발사된다. 조작원은 컨트롤 박스에서 미사일을 조작한다. 미사일 내부의 자이로스코프는 움직임을 보정한다.
일반적으로 64식 미사일을 발사하려면 3명이 필요하고, 73형 트럭에 최대 4정까지 배치할 수 있다.

## 비슷한 미사일
- 9M14 마류트카
- 코브라